# 안베 노부모리
안베 노부모리(일본어: 安部信盛, 1584년 ~ 1674년 1월 3일)는 아즈치모모야마 시대부터 에도 시대 전기까지의 무장, 다이묘이다. 도쿠가와씨의 가신. 무사시 오카베 번 초대 번주.
|  | 제1대 오카베 번 번주 (안베가) 1649년 ~ 1662년 | 후임 안베 노부유키 |